# Мстиславский, Василий Иванович
Князь Василий Иванович Мстиславский (ум. 21 марта 1582) — рында, воевода и боярин во времена правления Ивана IV Васильевича Грозного.

## Биография
Из княжеского рода Мстиславских, Гедеминович. Сын князя и боярина Ивана Фёдоровича Мстиславского.
В 1576 году первый рында при представлении государю цесарского посла. В 1577 году первый воевода Передового полка в походе под Кесь, а после, в апреле, первый воевода войск правой руки в Тарусе. В этом же году пожалован в бояре. С осени 1578 года первый воевода Передового полка войск расположенных на берегу Оки от крымского вторжения. В январе 1579 года послан с полком в Лифляндию, после пятый воевода войск во Пскове, в августе отправлен первым воеводою войск левой руки к Полоцку, а в декабре послан первым воеводою Сторожевого полка против литовцев и лифляндцев. Собирал в Новгороде войско из детей боярских муромцев, рязанцев и алексинцев. В 1580 году первый воевода Передового полка в Тарусе, потом Сторожевого полка в Волоколамске, с мая воевода Передового полка во Ржеве. В этом же году четвёртый воевода в Новгороде. В 1581 году присутствовал в Старице при приёме государем папиного посла, где сидел за государевым столом. После отправлен первым воеводою Передового полка в Зубцов и Волоколамск. В сентябре собирал ратных людей и в декабре послан с ними первым воеводою войск правой руки против шведов. После похода первый воевода Сторожевого полка на Выдропуске.
Умер 21 марта 1582 года и погребён в Москве в Симоновом монастыре, усыпальнице князей Мстиславских.
По родословной росписи показан бездетным.